# Adoxomyia transcaucasica
Adoxomyia transcaucasica är en tvåvingeart som beskrevs av Nartshuk 2004. Adoxomyia transcaucasica ingår i släktet Adoxomyia och familjen vapenflugor. Inga underarter finns listade i Catalogue of Life.